# Ivan Vallejo
Ivan Vallejo (* 19. prosince 1959) je ekvádorský horolezec. V roce 2008 vystoupil na osmitisícovku Dhaulágirí, čímž se stal 17. mužem na světě, kterému se povedlo dosáhnout všech osmitisícovek. Zároveň je osmým člověkem, který uskutečnil všechny výstupy bez použití přídavného kyslíku a prvním Ekvádorcem a současně i Jihoameričanem, jemuž se to podařilo.

## Život v mládí a osobní život
Ivan Vallejo Ricaurte se narodil v roce 1959 ve městě Ambato v Ekvádoru. Vystudoval chemické inženýrství a v letech 1988 až 2000 vyučoval matematiku na univerzitě v Quito. Po roce 2000 se začal naplno věnovat horolezectví. Vallejo je ženatý a má dvě děti Andyho a Kamillu.

## Horolezecké úspěchy
Vallejo začal s horolezectvím v ekvádorských Andách. V roce 1978 vystoupil na Chimborazo a o deset let později začal lézt v Peru. Roku 1995 dosáhl vrcholu Mont Blancu a ve stejném roce vystoupil i na svou první Himálajskou horu Island Peak. O dva roky později vylezl na Ama Dablam a také na svou první osmitisícovku Manáslu. V roce 1999 jako první Ekvádorec dosáhl vrcholu Mount Everestu (z nepálské strany). O rok později vystoupil i na K2 a o další rok později znovu na Mount Everest, tentokrát z tibetské strany. Stal se tak teprve čtvrtým člověkem, který vylezl Mount Everest jak z Nepálu, tak z Tibetu a K2. Poté, co v roce 2008 dosáhl poslední osmitisícovky, začal se věnovat jiným projektům, například se chystá dojít bez podpory na severní a jižní pól.

## Úspěšné výstupy na osmitisícovky
- 1997 Manáslu (8163 m)
- 1998 Broad Peak (8047 m)
- 1999 Mount Everest (8849 m)
- 2000 K2 (8611 m)
- 2001 Mount Everest (8849 m)
- 2002 Čo Oju (8201 m)
- 2003 Lhoce (8516 m)
- 2003 Gašerbrum II (8035 m)
- 2003 Gašerbrum I (8068 m)
- 2004 Makalu (8465 m)
- 2004 Šiša Pangma (8013 m)
- 2005 Nanga Parbat (8125 m)
- 2006 Kančendženga (8586 m)
- 2007 Annapurna (8091 m)
- 2008 Dhaulágirí (8167 m)

## Další úspěšné výstupy
- 1978 Chimborazo (6310 m)
- 1989 Huascarán (6768 m)
- 1991 Illampu (6485 m)
- 1995 Island Peak (6189 m)
- 1995 Mont Blanc (4808 m)
- 1997 Ama Dablam (6812 m)